# Lijst van Iraanse autosnelwegen

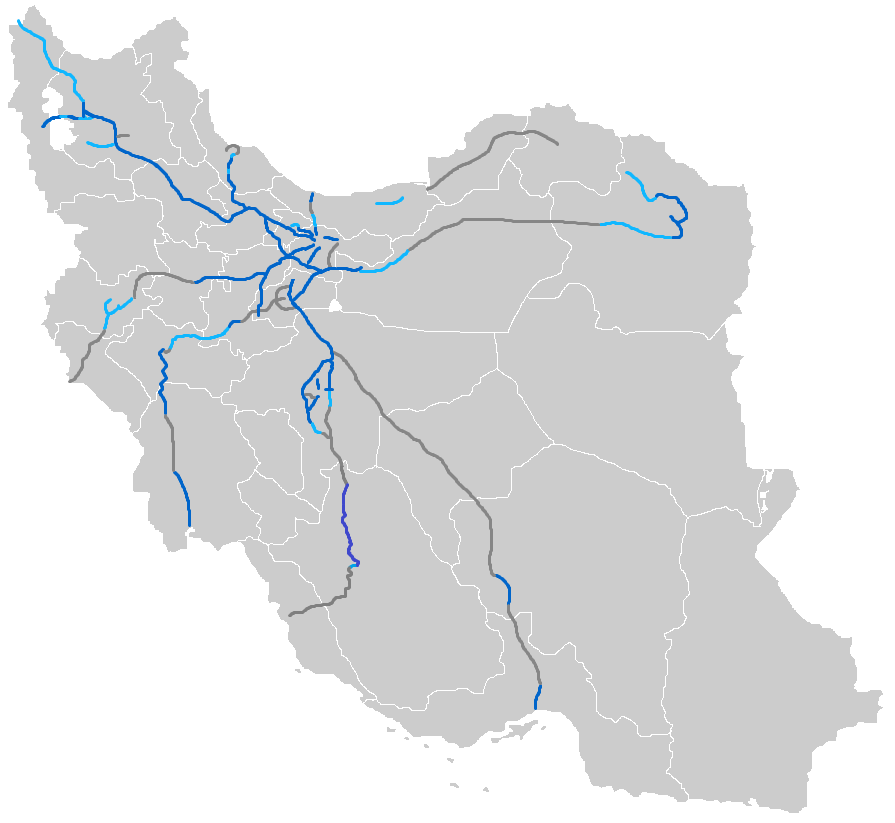
Het Iraanse autosnelwegennet

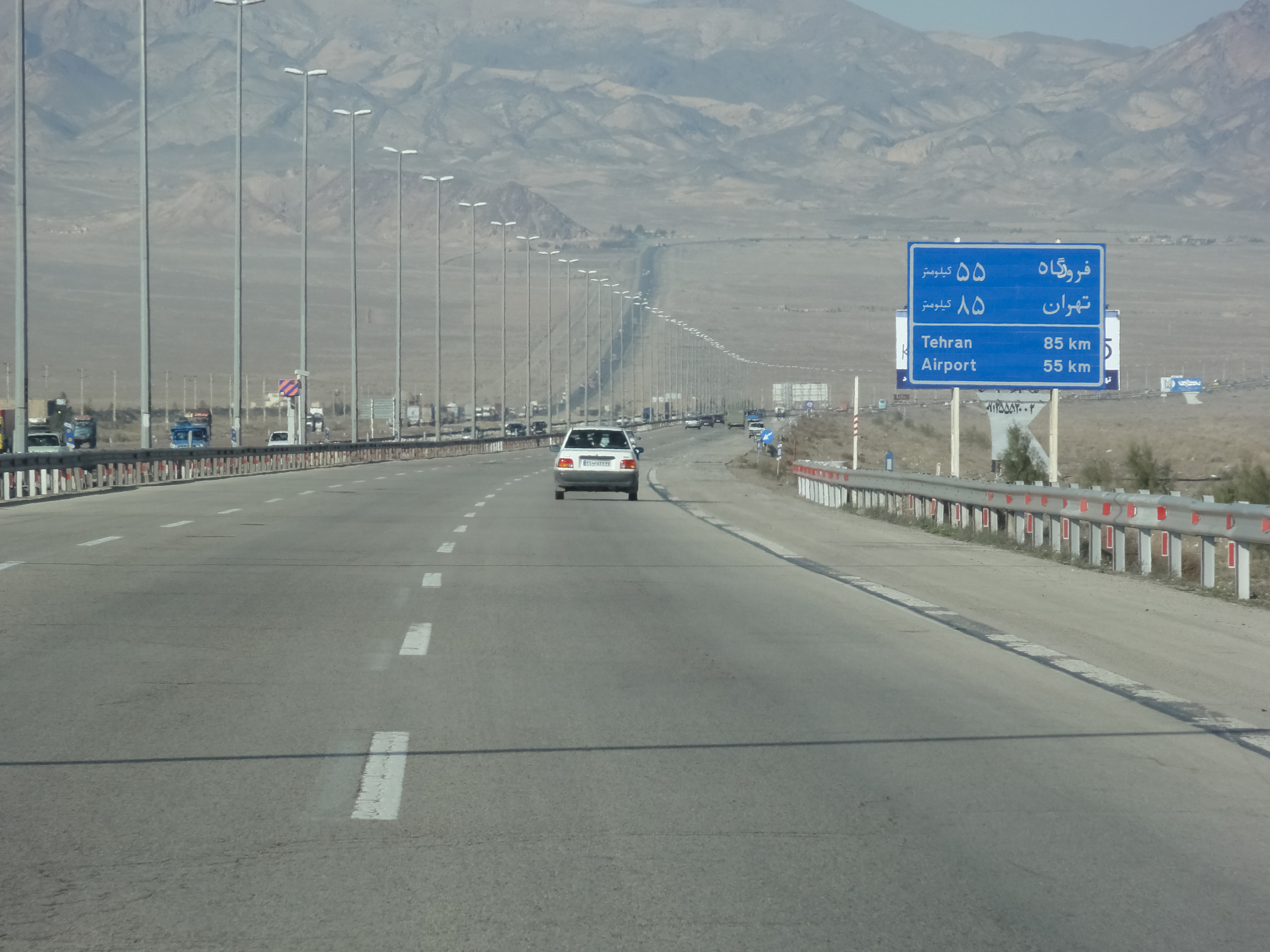
Iraanse autosnelweg

Hieronder volgt een lijst van autosnelwegen (Farsi: فهرست آزادراه‌های ایران) in Iran.
| Schild | Nummer of naam | Route          |
| ------ | -------------- | -------------- |
|        | Freeway 1      | Qazvin-Rasht   |
|        | Freeway 2      |                |
|        | Freeway 3      | Teheran-Shomal |
|        | Freeway 5      |                |
|        | Freeway 6      |                |
|        | Freeway 7      |                |
|        | Freeway 9      |                |
|        | Freeway 16     |                |
|        | Freeway 51     |                |

Behalve autosnelwegen (freeways) kent Iran ook expressways (onder andere rond Teheran), die met groene borden worden aangeduid.
Freeway 1 ·
Freeway 2 ·
Freeway 3 ·
Freeway 5 ·
Freeway 6 ·
Freeway 7 ·
Freeway 9 ·
Freeway 16 ·
Freeway 51